# ASB Classic 1999 - Qualificazioni doppio
Le qualificazioni del doppio  dell'ASB Classic 1999 sono state un torneo di tennis preliminare per accedere alla fase finale della manifestazione. I vincitori dell'ultimo turno sono entrati di diritto nel tabellone principale. In caso di ritiro di uno o più giocatori aventi diritto a questi sono subentrati i lucky loser, ossia i giocatori che hanno perso nell'ultimo turno ma che avevano una classifica più alta rispetto agli altri partecipanti che avevano comunque perso nel turno finale.

## Giocatrici

### Teste di serie
1. Anca Barna /  Karin Miller (qualificate)

1. Lucie Ahl /  Karen Cross (secondo turno)

### Qualificate
1. Anca Barna /  Karin Miller

## Tabellone qualificazioni

### Legenda
| - Q = Qualificato - WC = Wild card - LL = Lucky loser | - ALT = Alternate - SE = Special Exempt - PR = Protected Ranking | - w/o = Walkover - r = Ritirato - d = Squalificato |

|  | Primo turno | Primo turno                         | Primo turno                |                          |                               | Secondo turno | Secondo turno | Secondo turno |  |  | Ultimo turno | Ultimo turno            | Ultimo turno |
|  |             |                                     |                            |                          |                               |               |               |               |  |  |              |                         |              |
|  | 1           | Anca Barna Karin Miller             |                            |                          |                               |               |               |               |  |  |              |                         |              |
|  |             | Bye                                 |                            |                          |                               |               |               |               |  |  |              |                         |              |
|  |             | 1                                   | Anca Barna Karin Miller    | 8                        |                               |               |               |               |  |  |              |                         |              |
|  |             |                                     |                            | 8                        |                               |               |               |               |  |  |              |                         |              |
|  |             |                                     | Tracy Singian Jackie Trail | 4                        |                               |               |               |               |  |  |              |                         |              |
|  |             | Tracy Singian Jackie Trail          | Tracy Singian Jackie Trail | 4                        | 8                             |               |               |               |  |  |              |                         |              |
|  |             | Tracy Singian Jackie Trail          |                            |                          | 8                             |               |               |               |  |  |              |                         |              |
|  |             | Julia Abe Barbara Schwartz          | 6                          |                          |                               |               |               |               |  |  |              |                         |              |
|  |             |                                     |                            |                          |                               |               |               |               |  |  | 1            | Anca Barna Karin Miller | 8            |
|  |             |                                     |                            | Jill Craybas Anne Kremer | 1                             |               |               |               |  |  |              |                         |              |
|  |             | Jill Craybas Anne Kremer            | 8                          |                          |                               |               |               |               |  |  |              |                         |              |
|  |             | Kristina Brandi Meghann Shaughnessy | 5                          |                          |                               |               |               |               |  |  |              |                         |              |
|  |             | Kristina Brandi Meghann Shaughnessy | 5                          |                          | Jill Craybas Anne Kremer      | 8             |               |               |  |  |              |                         |              |
|  |             |                                     |                            |                          | Jill Craybas Anne Kremer      | 8             |               |               |  |  |              |                         |              |
|  |             | 2                                   | Lucie Ahl Karen Cross      | 6                        |                               |               |               |               |  |  |              |                         |              |
|  |             | 2                                   | Lucie Ahl Karen Cross      | 6                        | Shelley Stephens Niki Tippins | 8             |               |               |  |  |              |                         |              |
|  |             |                                     |                            |                          | Shelley Stephens Niki Tippins | 8             |               |               |  |  |              |                         |              |
|  | 2           | Lucie Ahl Karen Cross               | 9                          |                          |                               |               |               |               |  |  |              |                         |              |